# Звончица и вила гусарка
Звончица и вила гусарка (енгл. Tinker Bell and the Pirate Fairy) је амерички компјутерски урађен анимирани филм продукције DisneyToon Studios из 2014. године. Представља пети филм франшизе Дизни виле.
Српска синхронизација приказивана је од 15. март 2014. године у биоскопима. Дистрибуцију филма радио је Тарамаунт филм.

## Прича
Из света Петар Пан стиже Звончица и вила гусарка, невероватна авантура о Зарини, паметној и амбициозној вили чуварки вилинског праха коју је зачарао плави вилински прах и његове бескрајне могућности. Кад је њене сулуде идеје доведу у невољу, она ће побећи из Долине вила и удружиће се с пиратима сплеткарошима са Стене Лобања који ће је изабрати за капетана брода. Звончица и њени пријатељи мораће да се упусте у епску авантуру да нађу Зарину и успут ће се борити с бандом пирата коју предводи младић који послужује на броду по имену Џејмс, који ће ускоро бити познат под именом Капетан Кука.